# 赤城タクシー

有限会社赤城タクシー（あかぎタクシー）は、群馬県前橋市の大胡駅周辺を中心に営業しているタクシー会社。大胡駅を起点にデマンド方式による乗合タクシー事業も行っている。一般社団法人群馬県バス協会の会員になっている。

## 営業所
- 本社 - 群馬県前橋市茂木町38

## 車両

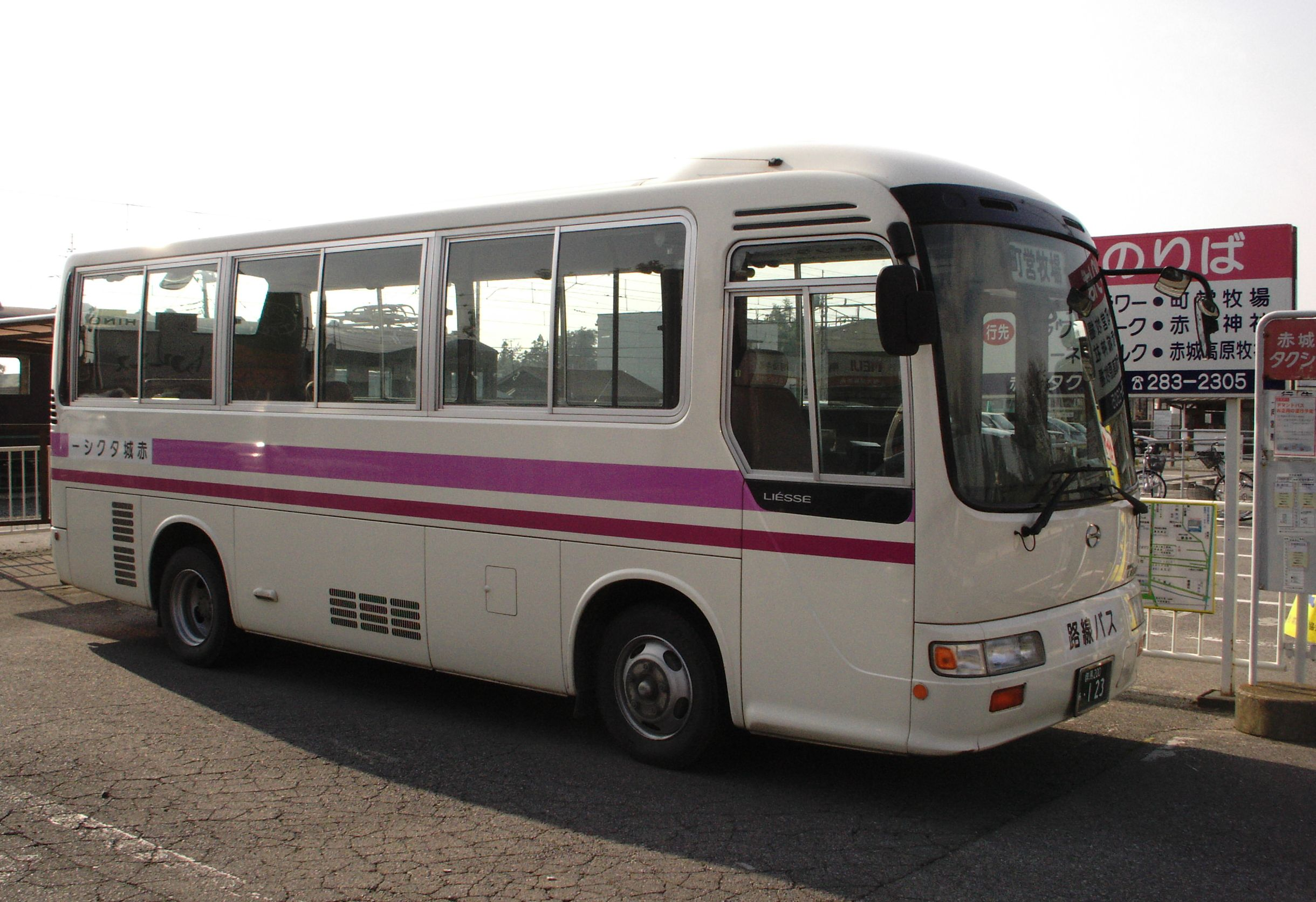
マイクロバス

トヨタ・ハイエースなど計6台保有

## ふるさとバス
- デマンド方式による運行の為、乗車前に電話予約必須

（デマンド方式である為、早朝の定期路線1本以外、定まった路線はない）
- 電話による乗車予約は当日の8:00 - 18:00の間、受付
- 前日に予約など、乗車当日以外の予約は不可
- 運行開始時間は8:30、19:00運行終了となる
- 受付時、乗降するバス停の名称と乗車希望時間を伝える